# Ivana Kapitanović
Ivana Kapitanović (Split, 17. rujna 1994.), hrvatska rukometašica članica francuskog rukometnog kluba Metz Handball. Igra na mjestu vratarke.

## Karijera
Ivana je rukomet počela igrati u ŽRK Kaštela. Godine 2008. prelazi u Podravku iz Koprivnice. Prvo igra za Podravku Lino a od sezone 2009/10. je u prvoj ekipi Podravke. S Podravkom je osvojila osam naslova prvakinja i sedam naslova kupa Hrvatske.  Godine 2019. izabrana je za najbolju rukometašicu Hrvatske. Od 2018. je u francuskom Metzu, s kojim je 2019. osvojila prvenstvo i kup. Nastupala je za Hrvatsku na Europskom prvenstvu 2018. u Francuskoj i na Svjetskom prvenstvu i to 2021. u Španjolskoj.